# فاني بولوك ووركمان
كانت فاني بولوك ووركمان (وُلدت في الثامن من يناير من عام 1859 – تُوفيت في يوم 22 يناير من عام 1925)، عالمة جغرافيا وخرائط أمريكية، ومستكشفة، وكاتبة في مجال أدب الرحلات، ومتسلقة جبال برزت في جبال الهيمالايا. هي واحدة من أُوَل متسلقات الجبال المحترفات؛ لم تستكشف فحسب، بل كتبت عن مغامراتها. سجلت عدة أرقام قياسية نسائية في الارتفاع، ونشرت ثمانية كتب رحلات مع زوجها، ودافعت عن حقوق المرأة وعن حق النساء في التصويت.

## سيرتها
لكونها ولدت في عائلة ثرية، فقد تلقت ووركمان تعليمها في أفضل المدارس النسائية المتاحة وجابت أوروبا. وطد زواجها من ويليام هنتر ووركمان هذه الامتيازات، وبعد أن تعرفت على التسلق في نيوهامبشير، جالت فاني ووركمان العالم معه. تمكنا من الاستفادة من ثروتهما ومعارفهما للارتحال حول أوروبا، وشمال أفريقيا، وآسيا. حظي الثنائي بطفلين، لكن فاني ووركمان لم تكن من النوع الأموميّ؛ لذا تركا طفليهما في المدارس ومع المربيات، ورأت ووركمان نفسها امرأة جديدة يمكنها مضاهاة أي رجل. بدأ الزوجان ووركمان سفراتهما بجولات الدراجات الهوائية في سويسرا، وفرنسا، وإيطاليا، وإسبانيا، والجزائر، والهند. ركبا دراجتيهما آلاف الأميال، وكانا ينامان أينما يجدان ملجأً. كتبا كتبًا عن كل رحلة وتكررت تعليقات فاني عن حالة حيوات النساء اللاتي رأتهن. لاقت حكاياهما عن جولة الدراجات الهوائية الأولى استحسانًا أكثر من كتبهما حول تسلق الجبال.
في نهاية رحلتهما على الدرجات الهوائية عبر الهند، فر الزوجان إلى الهيمالايا الغربية والقراقرم لقضاء أشهر الصيف، حيث تعرفا على تسلق الارتفاعات عالية. عادا إلى هذه المنطقة التي كانت غير مكتشفة وقتها ثمانية مرات في السنوات الأربع عشرة التالية. رغم عدم حيازتهما عدة تسلق حديثة، اكتشف الزوجان ووركمان عدة كتل جليدية وبلغا ذُرى عدة جبال، ووصلا في نهاية المطاف إلى عُلو 23,000 قدم (7,000 متر) على قمة بيناكل، وكان رقمًا قياسيًا نسائيًا في الارتفاع وقتها. نظما بعثات لعدة سنوات لكنهما كافحا للحفاظ على علاقة جيدة مع القوى العاملة المحلية. لكونهما من طبقة أمريكية ممتازة وثرية، فشلا في فهم منزلة العمال المحليين وواجها صعوبات في إيجاد عتالين موثوقين والتفاوض معهم.
بعد رحلاتهما إلى الهيمالايا، أعطى الزوجان ووركمان محاضرات حول رحلاتهما. تلقيا دعوات إلى المجتمعات العلمية، فصارت فاني ووركمان أول امرأة أمريكية أعطت محاضرات في جامعة السوربون وثاني امرأة خطبت في الجمعية الجغرافية الملكية. تلقت أوسمة شرف عديدة من مجتمعات التسلق والجغرافيا الأوروبية واعتُرف بها على أنها واحدة من أبرز متسلقي زمانها. أثبتت أن المرأة قادرة على التسلق على ارتفاعات عالية كما الرجل تمامًا وساهمت في كسر حاجز الجِنس في التسلق.

## نشأتها
وُلدت ووركمان في الثامن من يناير من عام 1859، في ورسستر، ماساتشوستس، لعائلة ثرية ونخبوية تنحدر من الرواد المهاجرين؛ كانت أصغر ثلاثة أطفال. كانت والدتها إلفيرا هازارد، ووالدها أليكسندر إتش. بولوك، رجل أعمال وحاكم جمهوري لماساتشوستس. تلقت فاني تعليمها على أيدي المربيات قبل ارتيادها مدرسة ميس غراهام لإكمال تربية الفتيات في مدينة نيويورك، وقضت بعدها وقتًا في باريس وفي درسدن. كتب توماس باولي في سيرته الذاتية القصيرة عن ووركمان قائلًا «في وقت مبكر، غضبت فاني من القيود التي يفرضها عليها امتيازها». لا زال عدد صغير من قصصها عن ذاك الوقت موجودًا، ويصف شغفها بالمغامرة. في إحداها، «حادثة عطلة»، تصف فتاة إنجليزية جميلة وأرستقراطية تزدري المجتمع. تهرب إلى جريندلفالد لتصبح متسلقة جبال ممتازة وتتزوج أمريكيًا. تلفّ القصة الكثير من حياة فاني الشخصية: عشق السفر، وحب الجبال، والالتزام بحقوق المرأة. في عام 1886، نشرت قصة قصيرة، تجري أحداثها في وقت الحرب الهندية الأولى، في مجلة نيويورك حول «احتجاز فتاة بيضاء وإنقاذها»؛ صرح أحد مراجعي القصة إنها «سُردت بأسلوب جذاب وفاتن للغاية».